# No. 316 Squadron RAF

Abzeichen

Der Dywizjon 316 (engl. Polish R.A.F. City of Warsaw Fighter Squadron 316, poln.: 316 Dywizjon Myśliwski "Warszawski", dt. 316. Staffel) war eine polnische Jagdstaffel der Royal Air Force im Zweiten Weltkrieg.

## Geschichte
Das No. 316 Squadron wurde am 15. Februar 1941 in Pembrey aufgestellt. Es war mit Hawker Hurricanes ausgerüstet. Das Einsatzgebiet war  Süd-West England und Nordfrankreich. Im Oktober 1941 erhielt die Einheit Spitfires und zog nach Northolt um. Im April 1944 erfolgte die Umrüstung auf Mustangs. Es erfolgten Begleitschutz- und Jagdbomber-Einsätze. Im Juli 1944 wurde die Einheit an die Südküste verlegt und bis Oktober gegen V1-Angriffe eingesetzt. Danach übernahm sie wieder Begleitschutzaufgaben bis zum Kriegsende. Am 11. Dezember 1946 wurde die Einheit aufgelöst.